# 영국 태권도 연맹
영국 태권도 연맹(영어: British Taekwondo)은 영국의 태권도 종목 행정을 총괄하는 스포츠 행정 기구이다

## 참고 문헌
- “미국 태권도 연맹” (영어). 세계 태권도 연맹.